# 西区 (攀枝花市)
西区（せい-く）は中華人民共和国四川省攀枝花市に位置する市轄区。

## 行政区画
6街道、1鎮を管轄する。
- 街道:清香坪街道、玉泉街道、河門口街道、陶家渡街道、摩梭河街道、大宝鼎街道
- 鎮:格里坪鎮

## 交通

### 道路
- 高速道路
  - 蓉麗高速道路

## 健康・医療・衛生
- 攀枝花市第二人民医院